# 比耶尔蒙
比耶尔蒙（法語：Biermont，法語發音：[bjɛʁmɔ̃]）是法国瓦兹省的一个市镇，属于贡比涅区。

## 地理
比耶尔蒙（49°34'54"N, 2°44'2"E）面积3.92 平方千米，位于法国上法蘭西大區瓦兹省，该省份为法国北部内陆省份，北起索姆省，西接厄尔省和滨海塞纳省，南至塞纳-马恩省和瓦兹河谷省，东临埃纳省。
与比耶尔蒙接壤的市镇（或旧市镇、城区）包括：孔希莱波、拉贝利耶尔、奥尔维莱索雷勒、里克堡、马河畔鲁瓦。

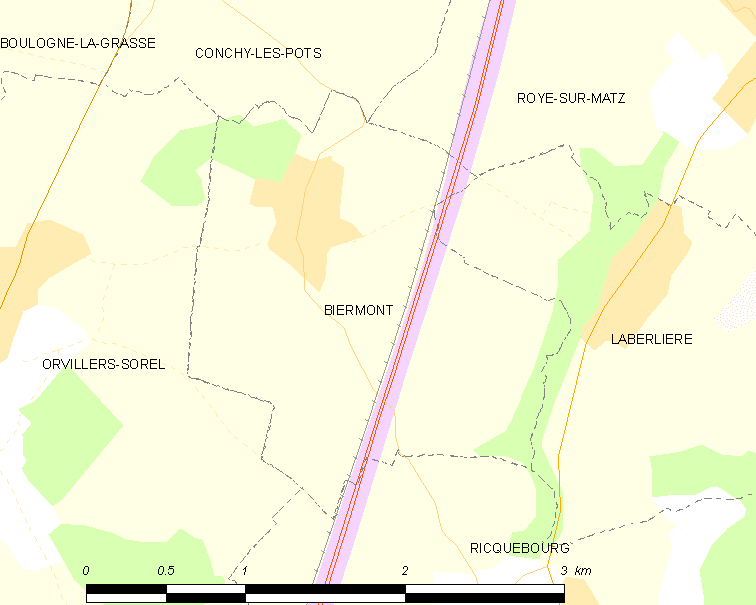
比耶尔蒙的OSM定位图

比耶尔蒙的时区为UTC+01:00、UTC+02:00（夏令时）。

## 行政
比耶尔蒙的邮政编码为60490，INSEE市镇编码为60071。

## 政治
比耶尔蒙所属的省级选区为埃斯特雷圣但尼县。

## 人口

1962-2008年间比耶尔蒙人口变化图示

比耶尔蒙于2022年1月1日时的人口数量为172人。